# Markus Schmidt (Theologe)
Markus Schmidt (* 6. Juni 1986 in Karl-Marx-Stadt) ist ein deutscher evangelisch-lutherischer Theologe, Pfarrer und Professor für Praktische Theologie und Diakoniewissenschaft.

## Leben
Markus Schmidt wurde 1986 in Karl-Marx-Stadt, jetzt Chemnitz, geboren. Das Abitur legte er am Dr.-Wilhelm-André-Gymnasium ab. Er studierte von Oktober 2005 bis Januar 2012 Evangelische Theologie an der Universität Leipzig, wo er das Erste Theologische Examen ablegte. Im Jahr 2016 wurde er mit der von Peter Zimmerling betreuten Dissertation Charismatische Spiritualität und Seelsorge. Der Volksmissionskreis Sachsen bis 1990 zum Dr. theol. promoviert. Im Januar 2025 habilitierte er sich ebenda in Praktischer Theologie mit der Arbeit Gottesdienst als Handlung und Haltung. Eine eschatologische Gottesdienstlehre.
Markus Schmidt war von 2015 bis 2017 Vikar in Leipzig und nach dem Zweiten Theologischen Examen bis 2018 Vikar in an der Christuskirche in Rom. 2018 wurde er in der neuen Universitätskirche St. Pauli zu Leipzig ordiniert und ist seitdem Pfarrer im Ehrenamt der Evangelisch-Lutherischen Landeskirche Sachsens. Von 2018 bis 2020 war Schmidt wissenschaftlicher Mitarbeiter am Institut für Praktische Theologie der Theologischen Fakultät der Universität Leipzig. Seit Oktober 2020 ist er Professor für Praktische Theologie und Diakoniewissenschaft an der Fachhochschule der Diakonie in Bethel in Bielefeld, zudem seit April 2022 dort Hochschulpfarrer. Seit April 2025 ist er Rektor der Hochschule.
Seine Forschungsschwerpunkte konzentrieren sich auf verschiedene Bereiche der Praktischen Theologie, insbesondere: Theologie des Diakonats, praktisch-theologische Berufs- und Professionstheorie, Evangelische Spiritualität, Geistliche Gemeinschaften, Seelsorge und Diakonie in der DDR, Charismatische Spiritualität und Seelsorge, Liturgiewissenschaft.
Schmidt ist verheiratet mit der Künstlerin Maria Einert. Das Paar hat drei Kinder.

## Veröffentlichungen (Auswahl)
- Martin Fischer, Ilse Junkermann, Markus Schmidt, Bettina Westfeld (Hg.), Diakonie und Caritas in Ostdeutschland. Potentiale für Ost und West (Kirchliche Praxis in der DDR. Forschungen 1), Freiburg i.Br. 2025.
- Markus Schmidt (Hg.), Nachhaltigkeit. Theologisch-diakoniewissenschaftliche Zugänge für Management, Spiritualität und Bildung (DIAKONIE. Bildung – Gestaltung – Organisation 27), Stuttgart 2025.
- Markus Schmidt (Hg.), Interprofessionalität in Diakonie und Kirche. Zugänge zu neuen Formen professionellen Handelns (Bethel-Beiträge 64), Bielefeld 2024.
- Alexander Deeg, Markus Schmidt (Hg.), Spiritualität und Gemeinschaft. Zugänge zu geistlichem Leben in Beziehungen. Festschrift für Peter Zimmerling zum 65. Geburtstag, Darmstadt 2023.
- Johannes Berthold, Markus Schmidt (Hg.), Täglich rufe ich zu dir. Gebetsbuch der Bruderschaft Liemehna, Norderstedt 2023.
- Markus Schmidt (Hg.), Suizid. Theologisch-diakoniewissenschaftliche Reflexionen, Darmstadt 2023.
- Stefan Heid, Markus Schmidt (Hg.), Kult des Volkes. Der Volksgedanke in den liturgischen Bewegungen und Reformen. Eine ökumenische Revision, Darmstadt 2022.
- Markus Schmidt, Diakonie als Handlung und Haltung. Das Ecce homo – „Sieh, der Mensch!“ – der Diakonie und seine unsichtbaren Hintergründe (Bethel-Beiträge 63), Bielefeld 2022.
- Markus Schmidt, Charismatische Spiritualität und Seelsorge. Der Volksmissionskreis Sachsen bis 1990 (Kirche – Konfession – Religion 69), Göttingen 2017.